# Zgoda (Szewce)
Zgoda – część wsi Szewce w Polsce, położona w województwie wielkopolskim, w powiecie poznańskim, w gminie Buk.
W latach 1975–1998 Zgoda należała administracyjnie do województwa poznańskiego.
W okresie Wielkiego Księstwa Poznańskiego (1815-1848) folwark Zgoda należał do wsi mniejszych w ówczesnym powiecie bukowskim, który dzielił się na cztery okręgi (bukowski, grodziski, lutomyślski oraz lwowkowski). Zgoda należała do okręgu bukowskiego i stanowiła część majątku Wojnowice, którego właścicielem był wówczas Edmund Raczyński. Według spisu urzędowego z 1837 roku folwark liczył 20 mieszkańców w jednym dymie (domostwie).